# Haut-Clocher
Haut-Clocher är en kommun i departementet Moselle i regionen Grand Est (tidigare regionen Lorraine) i nordöstra Frankrike. Kommunen ligger i kantonen Sarrebourg som tillhör arrondissementet Sarrebourg. År 2022 hade Haut-Clocher 349 invånare.

## Befolkningsutveckling
Antalet invånare i kommunen Haut-Clocher
| Referens: INSEE |